# IC 1048
IC 1048 ist eine Spiralgalaxie vom Hubble-Typ S im Sternbild Jungfrau an der Ekliptik. Sie ist rund 73 Millionen Lichtjahre von der Milchstraße entfernt.
Das Objekt wurde am 18. Juli 1892 von Stéphane Javelle entdeckt.